# Javorie (pohoří)
Javorie je sopečné pohoří na Slovensku, které je ohraničeno na severu Zvolenskou kotlinou a na jihu Jihoslovenskou kotlinou. Pohoří je reliktem třetihorního stratovulkánu tvořeného vrstvami pevných lávových proudů a vulkanoklastů.
Ze severu má strmý nástup, směrem na jih pomalu a plynule přechází do nížiny. Nejvyšším vrchem je Javorie (1 044 m n. m.), který se nalézá na okraji vojenského obvodu Lešť.
Přibližně 20 kilometrů dlouhé a 12 kilometrů široké pohoří je geomorfologicky rozděleno na tři části:
- Javorianska hornatina na jihovýchodě s horou Javorie,
- Lomnianska vrchovina na severozápadě s horou Lomné,
- Podlysecká brázda, mezi oběma vrchovinami.

## Sídla v pohoří
- Zvolen
- Detva
- Zvolenská Slatina
- Vígľaš
- Dobrá Niva
- Sása
- Pliešovce